# Major League Baseball 2K12
Major League Baseball 2K12 ou MLB 2K12 est un jeu vidéo de baseball sous licence MLB publié par 2K Sports. MLB 2K12 est disponible sur Xbox 360, PlayStation 3, PlayStation 2, PlayStation Portable, Wii et Nintendo DS.

## Accueil
- Jeuxvideo.com : 15/20[1]
- IGN : 7/10[2]